# 17098 Ikedamai
17098 Ikedamai è un asteroide della fascia principale. Scoperto nel 1999, presenta un'orbita caratterizzata da un semiasse maggiore pari a 2,5799100 UA e da un'eccentricità di 0,1187737, inclinata di 4,84181° rispetto all'eclittica.